# Hans Volker Bolay
Hans Volker Bolay (* 13. März 1951 in Mosbach) ist ein deutscher Musiktherapeut.

## Leben
Nach der Abiturprüfung studierte er von 1970 bis 1980 die Fächer Psychologie, Pädagogik und Schulmusik in Heidelberg sowie Berlin und war Gaststudent der Musiktherapie in Salzburg und Amersfoort. Neben dem Studium absolvierte Bolay tiefenpsychologisch orientierte Weiterbildungen in Heidelberg und am Centro Studi e Ricerche Delle Nazioni, Salsomaggiore und war Teilnehmer psychoanalytischer Selbsterfahrungsgruppen.
1972 legte er die Kantorenprüfung C der Badischen Landeskirche ab. Bolay erhielt 1980 die Anerkennung als Lehrmusiktherapeut der DGMT/DBVMT. 1984 folgte die Promotion bei Norbert Linke an der Universität Duisburg. 1985 wurde er Professor für Musiktherapie an der privaten SRH Hochschule Heidelberg.
Von 1980 bis 1983 war Bolay als klinischer Musiktherapeut und Psychotherapeut im stationären Bereich (psychotherapeutische Versorgung der Rehabilitanden des Berufsförderungswerkes Heidelberg) tätig. Ab 1984 war er als Lehrtherapeut an der Musiktherapeutischen Ambulanz der Fakultät für Musiktherapie der SRH Fachhochschule Heidelberg. Seit 1987 ist Bolay zur Ausübung der Heilkunde Psychotherapie (HeilprG) legitimiert und niedergelassen in eigener Praxis für Musiktherapie und Psychotherapie. 1999 approbierte er zum Kinder- & Jugendlichenpsychotherapeuten sowie zum psychologischen Psychotherapeuten.
Von 1977 bis 1985 war Bolay geschäftsführender Vorstand der Deutschen Gesellschaft für Musiktherapie e. V. und von 1985 bis 1989 ihr Vorstandsvorsitzender. 1979 bis 1983 erfolgte die Gründung und der Aufbau des staatlich genehmigten Studienganges für Musiktherapie an der SRH Heidelberg. Von 1984 bis 2010 war er dort als Dekan der Fakultät für Musiktherapie tätig. 1995 kam es zur Gründung des Deutschen Zentrums für Musiktherapieforschung (Viktor Dulger Institut) DZM e. V., seit 1995 ist Bolay geschäftsführender Leiter.
Bolay ist seit 1999 Mitglied des Forschungsschwerpunktes Gerontologie der Universität Heidelberg, er war 2002 an der Gründung der Heidelberger Akademie für Psychotherapie (HAP) für Approbationsweiterbildung beteiligt und ist seit 2002 Vorstandsmitglied.
Daneben ist Bolay seit 1995 Vorstandsmitglied des Bauern- und Winzerverbandes Rheinland-Pfalz und war von 2004 bis 2007 Vorstandsmitglied der Gesellschaft der Freunde der Fachhochschule Heidelberg. Er verließ die Hochschule 2010.

## Veröffentlichungen
- Musiktherapie als Hochschuldisziplin in der Bundesrepublik Deutschland. Heidelberger Schriften zur Musiktherapie Bd. 1, Urban & Fischer, München 1993. ISBN 978-3-4371-0981-2

| Personendaten    | Personendaten            |
| ---------------- | ------------------------ |
| NAME             | Bolay, Hans Volker       |
| KURZBESCHREIBUNG | deutscher Musiktherapeut |
| GEBURTSDATUM     | 13. März 1951            |
| GEBURTSORT       | Mosbach                  |